# Cikavac
Cikavac  é uma criatura mítica na mitologia sérvia, imaginada como um animal alado (um pássaro) com um bico e um saco longos.
Um cikavac poderia ser adquirido ao se tomar um ovo de uma galinha preta, que seria então carregada por uma mulher debaixo da sua axila por 40 dias, e durante este tempo não confessaria, cortaria unhas, lavaria o rosto ou oraria. O cikavac então sugaria o mel das outras colmeias e o leite do gado dos outros, e o traria ao proprietário; cumpriria qualquer desejo do proprietário e também habilitaria seu proprietário a entender a língua animal.